# 丸岡站

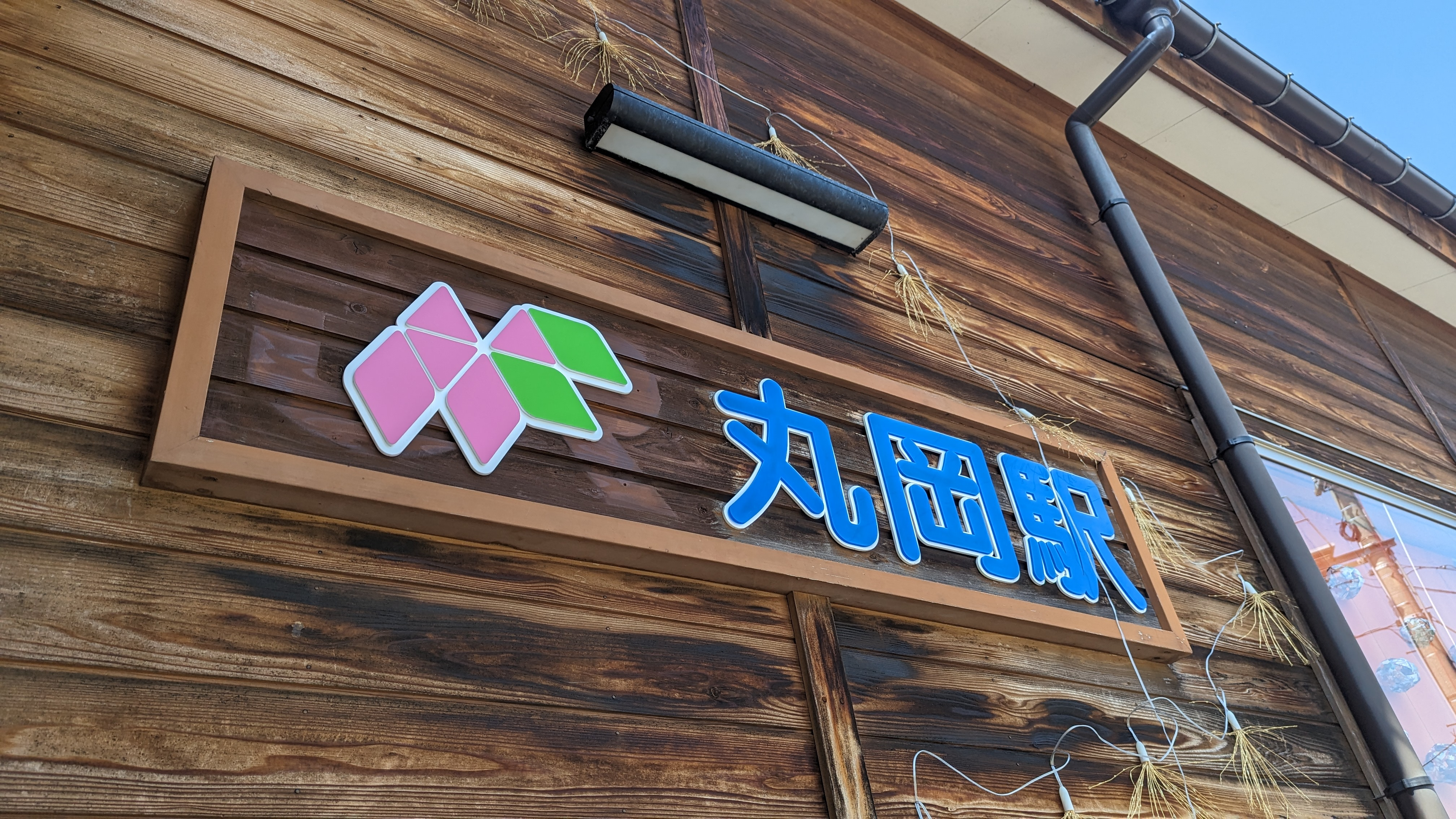
已換上Hapi-line Fukui標誌的站房站牌（2024年3月）。

丸岡站（日语：／ Maruoka eki）是位於福井縣坂井市坂井町上新庄46番24號，福井幸福鐵道的Hapi-line Fukui線車站。
車站名稱雖然來自坂井郡丸岡町，但車站所在地在合併前屬於坂井郡坂井町。曾經此站可轉乘京福電氣鐵道丸岡線前往丸岡町。

## 車站構造
車站是一座地面車站，設有2面2線的側式月台。曾經此站設有1面1線的單式月台和1面2線的島式月台（合共2面3線）。現時中央的路軌（島式月台側）的路軌已經撒走並加上欄柵。此站設有引上線，讓維修車輛停泊（只可向武生方向出發）。由於在撒走路軌後，剩下的路軌上還設有場內、出發信號機。車站大樓位於上行月台（1號月台）側，兩月台之間設有跨線橋連接。
現時的車站大樓建築物是在福井地震後重建，為木造建築物。在重建後，站長室和夜房被撒走。並設置了多用途室和展板區，廁所位於屋外和屋內。
此站為由福井地域鐵道部管理，設有POS終端，為簡易委託車站。車站內設有售票櫃臺（設有POS終端）和IC卡專用的簡易閘機。

### 月台
| 月台 | 路線               | 上下行 | 方向           |
| ---- | ------------------ | ------ | -------------- |
| 1    | ■Hapi-line Fukui線 | 上行   | 福井、敦賀方向 |
| 2    | ■Hapi-line Fukui線 | 下行   | 金澤方向       |

- 在引入ICOCA後，此站開始編排月台編號，已撤走的中線沒有編排月台編號。

## 歷史

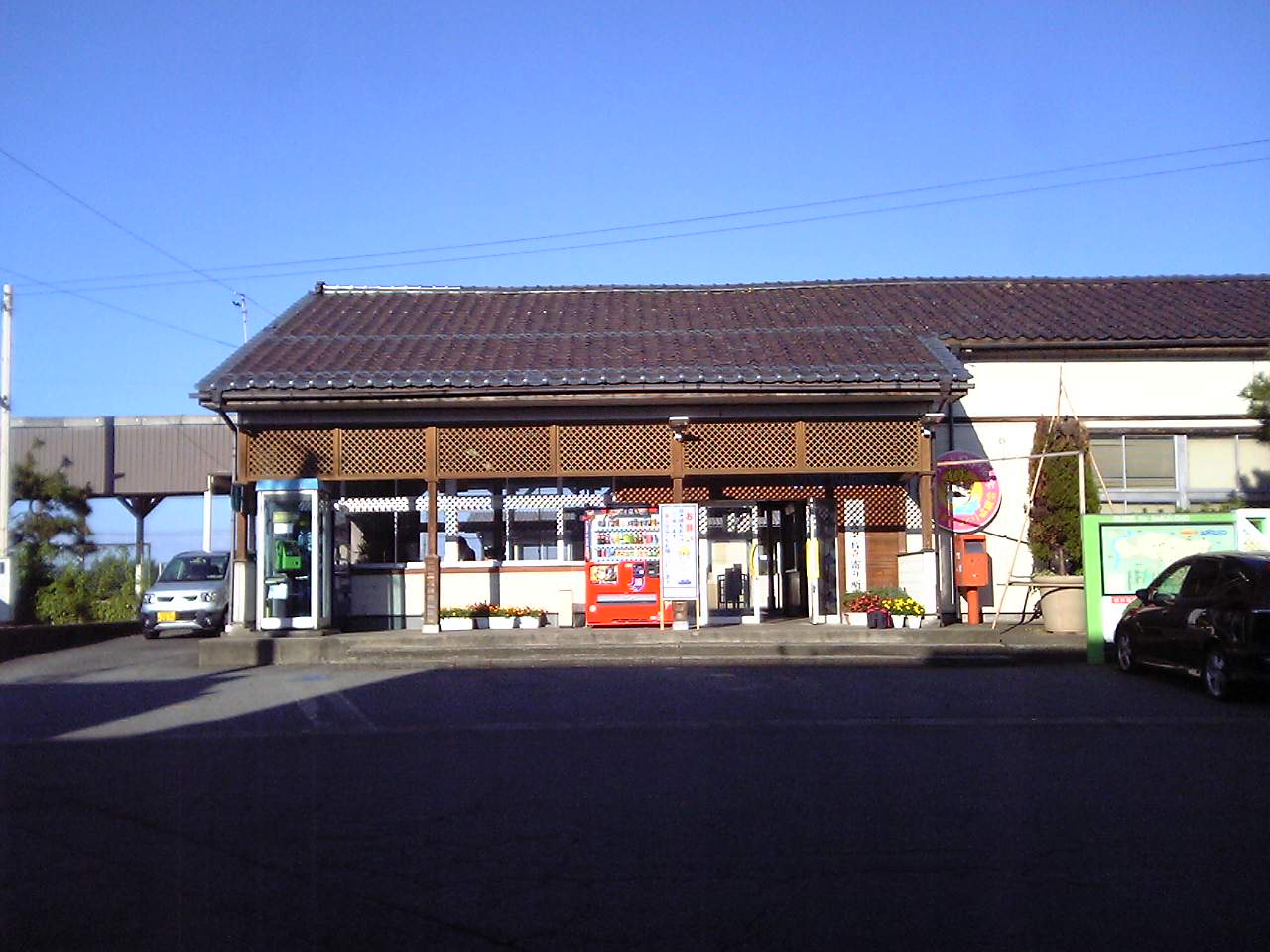
2010年翻新前的車站大樓（2009年）

- 1897年9月20日：官設鐵道福井站至小松站之間開通，此站啟用。當初車站名為新庄站（一般車站）。
- 1902年2月15日：車站改名為丸岡站。
- 1909年10月12日：制定路線名稱，此站成為北陸本線車站。
- 1915年6月22日：丸岡鐵道線啟用。
- 1944年12月1日：丸岡鐵道線合併至京福電氣鐵道，成為京福電氣鐵道丸岡線。
- 1948年：
  - 6月28日：發生福井地震，使車站大樓全毀[2]。
  - 12月8日：車站大樓與其他設施修復工程竣工[2]。
- 1968年7月10日：京福電氣鐵道丸岡線車站廢止。
- 1980年9月25日：終止貨物起卸業務（成為旅客車站）。
- 1984年2月1日：終止行李起卸業務。
- 1987年4月1日：伴隨國鐵分割民營化，車站由西日本旅客鐵道（JR西日本）營運。
- 2010年5月22日：車站大樓翻新工程完成，舉行了完工典禮[3]。
- 2018年9月15日：此站可以使用ICOCA[1][4]。
- 2024年3月16日：隨北陸新幹線延伸至敦賀，車站改由福井幸福鐵道營運。

## 使用狀況
根據「福井縣統計年鑑」，在2018年（平成30年）度，1日平均乘車人次為1,064人。以下列出近年1日平均乘車人次：
| 年度   | 一日平均 乘車人次 |
| ------ | ----------------- |
| 1997年 | 1,163             |
| 1998年 | 1,008             |
| 1999年 | 952               |
| 2000年 | 979               |
| 2001年 | 997               |
| 2002年 | 932               |
| 2003年 | 906               |
| 2004年 | 895               |
| 2005年 | 888               |
| 2006年 | 903               |
| 2007年 | 893               |
| 2008年 | 937               |
| 2009年 | 856               |
| 2010年 | 848               |
| 2011年 | 874               |
| 2012年 | 877               |
| 2013年 | 885               |
| 2014年 | 939               |
| 2015年 | 1,037             |
| 2016年 | 1,112             |
| 2017年 | 1,108             |
| 2018年 | 1,064             |

## 車站周邊
- 坂井市政廳、坂井市坂井綜合分所
- 福井県立坂井高等學校（日语：福井県立坂井高等学校）
- 坂井市立坂井中學（日语：坂井市立坂井中学校）
- 坂井市立東十鄉小學（日语：坂井市立東十郷小学校）
- 坂井郵局（日语：坂井郵便局）

## 巴士路線
- 京福巴士（日语：京福バス） - 永平寺方向
- 坂井市社區巴士「團團坂井」（ぐるっと坂井） - 三國（日语：三国町）、春江（日语：春江町）方向、町內循環

## 相鄰車站
Hapi-line Fukui
■Hapi-line Fukui線
春江－丸岡－蘆原溫泉

### 曾經存在的路線
京福電氣鐵道
丸岡線
新福島－丸岡－東長田

## 註腳
1. 1 2   (PDF) (新闻稿). 西日本旅客鉄道金沢支社. 2018-05-30  [2020-09-13]. （原始内容存档 (PDF)于2019-05-28） （日语）.
2. 1 2  『福井震災誌』（名古屋鐵道局，1950年）
3. ↑  JR丸岡駅一新、交流拠点に 住民ら完成祝う 坂井 （页面存档备份，存于）（日語） - 福井新聞（2010年5月22日）
4. ↑  . 福井新聞. 2018-05-31  [2018-06-04]. （原始内容存档于2018-06-04） （日语）.
5. ↑  福井縣統計年鑑 （页面存档备份，存于）（日語）
6. ↑   (PDF). 福井県.   [2020-05-10]. （原始内容存档 (PDF)于2021-11-03） （日语）.

## 外部連結
- 丸岡站 - Hapi-line Fukui （页面存档备份，存于）（日語）